# 青柳麗美
青柳 麗美（あおやぎ れみ、1997年6月9日 - ）は、鹿児島県出身の、日本の柔道選手である。階級は70kg級。身長168cm。組み手は左組み。得意技は内股。現在は環太平洋大学に在学。2011年の世界ジュニア66kg級で優勝した竪山将はいとこ。

## 経歴
柔道は10歳の時に国分西柔道クラブで始めた。舞鶴中学2年と3年の時に全国中学校柔道大会70kg級に出場するが、どちらも2回戦で文京第一中学の浜未悠に一本負けを喫した。鹿児島情報高校へ進むと、2年の時には全国高校選手権の決勝で大成高校2年の中江美裕を崩上四方固で破るなど、伏兵ながら5試合オール一本勝ちで優勝を成し遂げた。3年の時にはインターハイに出場するも、初戦で修徳高校3年の杉山歌嶺に指導2で敗れた。全日本ジュニアでは決勝で山梨学院大学1年の新添左季を横四方固で破って優勝を果たした。国体少年女子の部では2位だった。世界ジュニアでは決勝まで進むが、ハンガリーのゲルチャーク・サビナに指導1で敗れて2位にとどまった。団体戦では決勝のフランス戦で勝利してチームの優勝を決定付けた。講道館杯では2回戦でコマツの大野陽子に内股で敗れた。2016年には環太平洋大学へ進学した。1年の時には6月の優勝大会決勝の山梨学院大学戦で一本勝ちしたものの、他の選手が敗れてチームは2位にとどまった。9月の全日本ジュニアでは準決勝で新添に内股で敗れて3位に終わり、今大会2連覇はならなかった。学生体重別では3位だった。ベルギー国際ジュニアの部では優勝した。2年の時には優勝大会で3位だった。全日本ジュニアでは決勝で大学の1年後輩である田中志歩を技ありで破って2年ぶり2度目の優勝を飾った。学生体重別では3位だった。世界ジュニアでは準々決勝でブラジルの選手に飛び付きの十字固で敗れると、その後の3位決定戦でもベルギーの選手に十字固で敗れて5位に終わった。3年の時には優勝大会の初戦で敗れた。学生体重別では3年連続3位だった。2020年4月からはJR九州の所属となった。2021年の体重別では初戦で自衛隊体育学校の新添左季に内股で敗れた。

## 戦績
- 2015年 -　全国高校選手権　優勝
- 2015年 -　全日本ジュニア　優勝
- 2015年 -　国体少年女子の部　2位
- 2015年 -　世界ジュニア　個人戦　2位　団体戦　優勝
- 2016年 -　ロシアジュニア国際　優勝
- 2016年 -　優勝大会　2位
- 2016年 -　全日本ジュニア　3位
- 2016年 -　学生体重別　3位
- 2017年 -　ベルギー国際　ジュニアの部　優勝　シニアの部　5位
- 2017年 -　優勝大会　3位
- 2017年 -　全日本ジュニア　優勝
- 2017年 -　学生体重別　3位
- 2017年 -　世界ジュニア　5位
- 2018年 -　学生体重別　3位
- 2019年 -　学生体重別　3位
- 2019年 -　体重別団体　3位
- 2019年 -　講道館杯　5位
- 2021年 - 実業個人選手権　2位

(出典、JudoInside.com)